# Ишмурзино-Суринск
Ишмурзино-Суринск (чув. Сăрьел, тат. Сориле) — деревня в Яльчикском районе Чувашской Республики (Россия). Входит в состав Янтиковского сельского поселения.

## География
Деревня расположена в 14 км к юго-западу от села Яльчики, примыкает к границе с Татарстаном. Через деревню протекает ручей Суринский.
Имеется подъездная дорога к деревне от автодороги Яльчики — Батырево.
Климат умеренно континентальный, характеризующийся морозной зимой и теплым летом. Среднегодовая температура воздуха от 3 до 3,4 °С.

## История
Деревня основана в 1670 году служилыми татарами и ясачными крестьянами.
В 1780 году, при создании Симбирского наместничества, деревня Ишмурзина Суринское тож, крещеных татар, служилых татар, вошла в состав Буинский уезд.
Деревня Ишмурзино Суринское входила в Буинский уезд Симбирской губернии до 25.06.1920 года.
Прежнее название — Шаймурзино-Суринск (1929).
Во время Великой Отечественной войны на фронт было призвано 220 человек, из них погибло 119.
В 1950-е годы в деревне пущена в эксплуатацию дизельная электростанция.
В 1956 году деревня радиофицирована, в 2004 — газифицирована. В 1998 году проведена углубленная электрификация.

## Население
В 1780 году — 130 душ. По переписи 1785 года в 42 дворах проживало 181 человек, в 1859 году — 279 муж. и 280 жен.; в 1867 году — 385 человек в 64 дворах, в 1911 году — в 177 дворах 1010 человек, в 2004 году — 406 человек. Большинство жителей — татары.
| 2007 | 2010 | 2012 |
| ---- | ---- | ---- |
| 400  | ↘262 | ↗344 |

## Инфраструктура
- Мечеть — открыта в 2014 году, обслуживает приход № 14.
- Библиотека — открылась в 1970-х годах на базе избы-читальни, функционировавшей с 1936 года в здании бывшей мечети. Библиотека находится в здании сельского дома культуры.
- Сельский дом культуры — культурно-досуговый центр деревни. В 1948 году построено деревянное здание клуба. В 1975 году построено кирпичное здание: зрительный зал на 220 мест, комната кружковых занятий, сельская библиотека. В 1983 году сельский клуб преобразован в сельский дом культуры. Клубных формирований — 3. Для работы имеется телевизор, проигрыватель, гитара, синтезатор, магнитофон, гармонь, настольные игры, для кружков художественной самодеятельности — сценические костюмы.
- Фельдшерско-акушерский пункт — открыт в 1930 году. Имеет помещение площадью в 40 м² (приемная, процедурные кабинеты, аптечный пункт 2-й группы). В 1944 году в деревне числился родильный дом.
- Отделение связи — открыто в 21.12.1940 как агентство связи. Обслуживает населения Ишмурзино-Суринска, Нового и Старого Арланова, Эшмикеева.